# Leucospis intermedia
Leucospis intermedia är en stekelart som beskrevs av Johann Karl Wilhelm Illiger 1807. Leucospis intermedia ingår i släktet Leucospis och familjen Leucospidae. Inga underarter finns listade i Catalogue of Life.